# Piranya (pel·lícula)
Piranya (títol original: Piranha) és una comèdia de terror estatunidenca dirigida per Joe Dante sobre el guió de John Sayles, posant en escena Bradford Dillman i Heather Menzies. Produïda per Roger Corman, aquesta pel·lícula va ser el 1978. Ha estat doblada al català.
Es tracta d'una paròdia de la pel·lícula d'èxit Jaws de Steven Spielberg, que igualment ha inspirat nombroses pel·lícules de la sèrie B com Grizzly (1976), Tintorera, (1977), Tentacoli (1977), Orca (1977), La ultimo squalo (1981), Shark: Rosso nell'oceano (1984) i més recentment Sand Sharks (2011). Es va fer una continuació tres anys més tard, Piranha 2 de James Cameron, així com d'altres Piranha (1995), Piranha 3D (2010) i Piranha 3DD (2012).

## Argument
Una multitud de piranyes mutants concebudes durant la guerra del Vietnam va ser accidentalment abocada en un riu freqüentat per nombrosos banyistes…

## Repartiment
- Bradford Dillman: Paul Grogan
- Heather Menzies: Maggie McKeown
- Kevin McCarthy: Dr. Robert Hoak
- Keenan Wynn: Jack
- Barbara Steele: Dr. Mengers
- Shannon Collins: Suzie Grogan
- Paul Bartel: Mr. Dumont
- Belinda Balaski: Betsy.
- Melody Thomas Scott: Laura Dickinson
- Dick Miller: Buck Gardner
- Bruce Gordon: Coronel Waxman
- Shawn Nelson: Whitney
- Janie Squire: Barbara
- Roger Richman: David
- Barry Brown: el xèrif

## Producció

### Desenvolupament
Aprofitant del fabulós èxit de Jaws (1975) de Steven Spielberg, el productor de sèries B Roger Corman proposa al jove Joe Dante de realitzar-ne un pastitxe de baix pressupost. Aquest últim compensa l'estretor de mitjans adornant el seu relat de terror amb una notable dimensió paròdica, de la qual Steven Spielberg es confessarà prou sensible per oferir-li la realització de Gremlins el 1984. Per tant, la pel·lícula porta un suspens digne del seu model i reuneix d'altra banda caps de cartell relativament prestigiosos, com ara Keenan Wynn, Kevin McCarthy i Barbara Steele.

### Rodatge
El rodatge comença el 15 de març de 1978 a Texas i a Califòrnia fins al 05 d'abril de 1978.
Llocs de rodatge
- Califòrnia, Estats Units
  - Griffith Park, Los Angeles
  - Burbank
- Texas, Estats Units
  - San Marcos
  - Seguin
  - Wimberley

## Premis i nominacions
Premis
- Premi Saturn al millor muntage per Joe Dante i Mark Goldblatt (1979)

Nominacions
- Premi Saturn a la millor pel·lícula de terror (1979)